# Johan – Eine Liebe in Paris im Sommer 1975
Johan – Eine Liebe in Paris im Sommer 1975 ist ein französischer Film von Philippe Vallois aus dem Jahr 1976.

## Handlung
Der junge Regisseur Philippe will einen Film über seinen Liebhaber, den Dieb und Betrüger Johan, drehen. Doch der wird wegen Scheckbetrugs verhaftet. Nun ist Philippe, gespielt von Patrice Pascal, auf der Suche nach einem Ersatzschauspieler und trifft so auf die Mutter, auf Freunde und auf Feinde Johans. Johan erscheint im Film nur in Briefzitaten, er bleibt dem Zuschauer unbekannt. Die beiden als Hauptdarsteller vorgesehenen Personen verlassen am Ende Paris, sodass der Film nie zustande kommt.

## Veröffentlichung
In den Pariser Kinos startete der Film zensuriert – die sexuell explizitesten Szenen wurden gekürzt. Am Filmfestival Cannes wurde im gleichen Jahr in der Section parallèle die ungekürzte Fassung gezeigt. In Deutschland war der Film erstmals am 14. September 2007 auf Arte zu sehen und erschien 2008 auf DVD.

## Rezeption
Der Filmdienst schrieb, der Film sei „[e]iner der ersten französischen homosexuellen Spielfilme, der Einblicke in die dortige Schwulenkultur Mitte der 1970er-Jahre“ gebe, womit es sich bei ihm „ein historisches Dokument“ handle. Der Film sei „[f]ormal ambitioniert, wechselt eine krisselige Handkameraoptik mit sorgfältig ausgeleuchteten, tiefenscharfen Bildarrangements, bei denen Licht und Schatten oft gerade das kunstvoll verbergen, was in einem Pornofilm ausgestellt würde“. Der Film sei deshalb nicht „prüde“, auch mehr als drei Dekaden „nach seiner Zensur“.
Nach der Kölner Stadtrevue ist Johan „radikalste kinematographische Freiheit. […] Aus heutiger Perspektive völlig wahnsinnig, weil unfassbar schön ist, wie freimütig sich die Menschen der Kamera preisgeben, angezogen oder nackt.“
Die Süddeutsche Zeitung schrieb: „Johan ist ein ganz und gar sprunghafter Film, eine wilde Mischung aus unterschiedlichen Filmmaterialien, schwarzweiß und Farbe, in diversen Stilen von cinéma vérité bis Comic, mal dokumentarisch und mal Kinophantasie, voller Jump-Cats, eingefrorener Bilder – eine vollkommene Art, von einem  Amour Fou zu erzählen. Das tut Philippe Vallois mit hinreißender Unverfrorenheit.“
„Der Film war ein Zeitgenosse von La Cage aux Folles und gleichzeitig dessen totaler Gegenentwurf – wild, frei, radikal, experimentell, sexuell.“

## Belege
1. ↑  Johan – Eine Liebe in Paris im Sommer 1975. In: Lexikon des internationalen Films. Filmdienst, abgerufen am 25. Mai 2021.
2. 1 2 3  Filmtext auf der DVD-Edition.